# Coregonus arenicolus
Coregonus arenicolus är en fiskart som beskrevs av Kottelat, 1997. Coregonus arenicolus ingår i släktet Coregonus och familjen laxfiskar. IUCN kategoriserar arten globalt som sårbar. Inga underarter finns listade i Catalogue of Life.